# Przeminęło z dymem
Przeminęło z dymem - album studyjny polskiego duetu hip-hopowego Morala i Gano. Wydawnictwo ukazało się 21 marca 2011 roku nakładem wytwórni muzycznej Gopside tctx.. Materiał został w całości wyprodukowany przez Lukatricksa. Z kolei wśród gości na płycie znaleźli się m.in.: Warszafski Deszcz, Fokus, Bas Tajpan, Gutek, Ten Typ Mes oraz Pih.

## Lista utworów
Opracowano na podstawie materiału źródłowego.
1. "Dzień za dniem" (gościnnie: DJ Motyl)
2. "Te rzeczy się dzieją" (gościnnie: Warszafski Deszcz, Jajonasz)
3. "Jestem graczem" (gościnnie: Fokus)
4. "Przeminęło z drinem"
5. "Sprawy ważne, ważniejsze i bliskie" (gościnnie: Bas Tajpan)
6. "W któryś dzień" (gościnnie: Gutek)
7. "Momenty" (gościnnie: Ten Typ Mes, Pih)
8. "Kropka nad I"
9. "Świat to za mało" (gościnnie: Świtał, Mata)
10. "Neony" (gościnnie: O.S.T.R.)
11. "Ostatnie słowo" (gościnnie: Siwydym, DJ Motyl)
12. "Kilka kostek lodu" (gościnnie: HST)
13. "Muszę już iść" (gościnnie: Skorup)